# Лошадиная (бухта)
Лошади́ная — бухта на севере Охотского моря.

## Топоним
Форма бухты напоминает голову лошади.

## География
С запада и востока ограничена мысами Кекурный и Герея. В бухту впадает река Шилкан, в которую справа перед устьем впадают реки Правый Шилкан, Момат и Плоскодырь, а слева — Иучан. Справа и слева от устья находятся заброшенные посёлки Рыбзавод № 12 и Шилкан.
Западнее бухты у побережья расположена безымянная гора высотой 372 метра. Северо-восточнее находится гора Северный Конус высотой 837 метров, восточнее — Южный Конус высотой 844 метра и Приметная — 627 метров. Юго-восточнее, за мысом Шилкан, — Ейринейская губа.
На западном входе в бухту расположены скалистые обрывы, рифы и кекуры. Здесь гнездится несколько тысяч тонкоклювых и толстоклювых кайр и моевок.